# Bentley Kalu
Bentley Kalu est un acteur britannique né le 20 août 1995 en Angleterre.

## Filmographie

### Cinéma
- 2010 : Les Voyages de Gulliver : l'employé de New York Tribune
- 2011 : Hot Hot Hot : Oman
- 2013 : Red 2 : Commando
- 2014 : The Fields : Gray
- 2014 : Edge of Tomorrow : Dog Soldier 4
- 2015 : Cendrillon : le cavalier
- 2015 : Avengers : L'Ère d'Ultron : le mercenaire de Klaue
- 2015 : The Rezort : l'armurier
- 2016 : Pandorica : Nine
- 2016 : Identify : Robinson
- 2016 : Tarzan : le guerrier Mbolongo
- 2016 : Hush : papa
- 2017 : War Machine : un militaire
- 2017 : Film Stars Don't Die in Liverpool : un conducteur de taxi de New York
- 2017 : American Assassin : le leader de Delta One
- 2018 : Black Site : Jay Austin
- 2018 : Dead Ringer : Ray Carter
- 2018 : Stan et Ollie : le lutteur d'éléphants
- 2019 : Jesus Shows You the Way to the Highway : Bafro
- 2019 : Stairs : Ben Garrett
- 2019 : Judy : Georgie
- 2020 : I Am Vengeance: Retaliation : Renner
- 2021 : Ron débloque : un policier
- 2022 : Morbius : un agent de sécurité

### Télévision
- 2008 : Surviving Terror : un officier
- 2009 : MI-5 : l'agent de sécurité de la CIA (1 épisode)
- 2012 : Twenty Twelve : plusieurs rôles
- 2012 : Doctor Who : Hood (1 épisode)
- 2015 : Associés contre le crime : l'agent de la CIA (1 épisode)
- 2016 : Mr Selfridge : Joe Langford (1 épisode)
- 2016 : Red Dwarf : Mercenoid (1 épisode)
- 2019 : Chimerica : Lucas (1 épisode)
- 2019 : Team Jay : Duke (24 épisodes)
- 2020 : Les Justicières : Andre (1 épisode)
- 2022 : Halo : Vannak-134 (9 épisodes)

### Jeu vidéo
- 2010 : Apache: Air Assault
- 2011 : Driver: San Francisco : voix additionnelles
- 2016 : The Division : plusieurs rôles
- 2017 : Star Wars Battlefront II : voix additionnelles
- 2017 : The Invisible Hours : Oliver Swan
- 2018 : Pillars of Eternity II: Deadfire : Konstanten et Mukumu
- 2020 : Zombie Army 4: Dead War : Josiah
- 2021 : Evil Genius 2: World Domination : Eli Barracuda
- 2022 : Squadron 42 : Aciedo Slaver